# Звёздная месть
Звёздная месть — фантастический роман Юрия Петухова, впервые опубликованный в 1990 году стотысячным тиражом в издательстве «Советский писатель» на средства автора. Позже роман разросся в пенталогию, в которой первая часть получила название «Ангел возмездия».

## Вселенная
XXV век (2477 год). Люди уже освоили («геизировали») другие планеты, научились сквозь «осевое измерение» летать к звездам на разнообразном космическом транспорте — в капсулах, на шлюпах и космокрейсерах. «Осевое измерение» наполнено сумраком, «белесым туманом» и фантомами, так что представляет собой аналог загробного мира, через который можно попасть в любую точку Вселенной.
Из оружия упоминаются пулеметы, плазмометы, лучеметы, параболаметы, сигмаметы, бронебои, дезинтеграторы и парализаторы. Анабиоз, телекинез, клонирование, зомбирование (официально запрещенное), телепатия, телепортация («Д-статоры») и антигравитация стали нормой жизни. Рутинную работу за людей выполняют киберы и андроиды.
В пределах Земли люди перемещаются на антигравитационных «дисколетах». Однако на Земле по-прежнему существуют разные государства (Объединенная Европа, Экваториальная Африка, Всеамериканские штаты, Индонезийско-Австралийский анклав, Россия) и города (Венеция, Вологда, Москва, Париж, Триест, Сан-Франциско). Но на месте Темзы, Рейна и Сены ядовитое болото. По-прежнему существуют разные языки: русский, новонемецкий, итальянский. Есть в XXV веке и подневольный труд, и мафия («Синдикат»), и каторга. Общество разделено на «богатеев» и «голытьбу»
Помимо людей во Вселенной существуют различные разумные существа: безразличные довзрывники (гиргейские рыбины), земоготы (вымершие разумные гигантские скорпионы), трогги (студенистые оборотни) и «негуманоиды иной Вселенной».

## Сюжет
Главный герой космодесантник Иван из «Объединенного Космофлота Земли» занимается «геификацией» планет (последним сложным заданием была «геификация Гадры»). На «мнемоскопическом сеансе» он узнаёт тайну гибели своих родителей — исследователей Дальнего Космоса. В 200 лет назад в 300 парсеках от ядра Галактики с ними безжалостно расправились представители некой негуманоидной формы жизни. Иван все это видел своими глазами, однако находился он тогда в младенческом состоянии, поэтому нужная информация у него засела глубоко в подсознании. Тогда от неминуемой смерти его спасла анабиозная капсула, в которой он замороженным младенцем дрейфовал 2 века. Горя желанием поквитаться за гибель родителей, Иван отправляется на опасный участок космоса в космической капсуле. Накануне рискованного путешествия он заходит в московский Храм Христа Спасителя, где получает благословение от самого патриарха. Преодолев «осевое измерение» и едва не погибнув в коллапсаре, его капсула проваливается в «Иную Вселенную» и разбивается на одной из напоминающих Марс планет. Там в похожем на Земной рай месте Иван обнаруживает трех пленных земных женщин, которых охраняет дракон-птеродактиль. Из подслушанных разговоров он узнает страшную тайну, что женщин держат для выращивания неких «мальков», регулярно промывая им мозги. Однако Ивана вскоре негуманоиды захватывают в плен и кидают в подземелье с черепами, в том числе и трехглазыми. Благодаря неимоверному везению Иван оказывается жив, участвует в гладиаторских боях с различными монстрами (хомозавр, пернатые и пауки-монстры) и остается жив. Затем он узнает, что негуманоиды готовят вторжение на Землю, поскольку их дряхлая цивилизация находится в кризисе.

## Продолжение
В 1993 году Петухов написал продолжение романа под названием «Бунт вурдалаков» (анонсированное ещё в 1990), которое стало второй частью эпопеи «Звёздная месть». Затем последовал роман-продолжение «Погружение во мрак» (1994), «Вторжение из Ада» (1995). «Меч вседержителя» (2005) завершил пенталогию.
По возвращении на Землю у Ивана некие представители государственных структур («серьёзные») стирают часть памяти и направляют в «метагалактику Двойной Ургон, галактику Чёрный Шар, макросозвездие Оборотней, Альфа Циклопа, планета Навей». Цель путешествия Ивана — загадочный «многоярусный гипермир» в триллионах парсеков от Земли. Загадочная планета покрыта Поганым лесом и населена всевозможной нечистью. Местные жители называют её Пристанищем, а освобождённая из лап очередного монстра девушка называет планету Полигоном. Девушка, которую Иван нарекает Алёной (своего имени она не помнит), рассказывает ему, что и она, и Полигон — порождения XXXI века. Планета создавалась как парк развлечений для землян, где реализованы мифы и легенды человечества, но потом что-то прошло не так, рукотворная нежить взбунтовалась. Впрочем, встреченный на планете Навей карлик Авварон Зурр бан-Тург излагает иную историю. Тёмные Силы (служители «Чёрного Блага») управляли сознанием создателей Полигона, чтобы использовать его для вторжения на Землю. Тем временем, Ивану помогает Первозург (Сихан Раджикрави) — создатель Полигона и существо из XXXI века. Он спасает космодесантника и на Земле, в антарктическом логове «серьёзных».
На Земле Иван не находит себе места, так как ему никто не верит, его считают сумасшедшим. Поэтому он пытается наладить контакты со своими бывшими сослуживцами. Один из них — Гуг Хлодрик — гниёт на Гиргейской каторге, на дне покрытой океаном планеты, добывая ридориум. Пытаясь освободить друга, Иван оказывается в эпицентре тюремного бунта. Спасаясь от тюремщиков, он забирается в самые тёмные уголки Гиргеи, где сталкивается с таинственными разумными рыбинами, обладающими способностью к телепатии. Рыбины представляются носителями цивилизации, существовавшей до Большого Взрыва (довзрывники). В итоге Иван опять попадает в руки «серьёзных», от которых узнаёт, что земные власти не только знают о вторжении негуманоидов, но сами являются их агентами, пятой колонной Земли. «Телезомбирование» и СПИД XX века — это их рук дело.
Одержимый идеей остановить инопланетное вторжение, Иван решается на аудиенцию у Верховного Правителя России. Ему действительно удаётся проникнуть в кабинет Правителя, но его ждёт разочарование — Правитель вызывает охрану, которая помещает Ивана в психиатрическую клинику. Лишь старые друзья выручают Ивана.

## Критика
По мнению А. Рейтблата, в пенталогии «в концентрированном виде» отобразился один из вариантов «базового отечественного мифа» России, а именно «языческий русский миф» об историческом приоритете русского народа, его глубочайшей древности и исключительном вкладе в развитие древнейших мировых культур. Данный миф в публицистике идёт от трудов Ю. И. Венелина (1802—1839) и А. Ф. Вельтмана (1800—1870), он утвердился в советской фантастике в 1970—80-е годы. Книги относятся к «патриотической фантастике» постперестроечного времени. В центре действия — не частные судьбы и локальные события, а судьба Земли и прежде всего — России. История здесь — это борьба россов, «Рода одухотворённых», и «бездушных двуногих скотов». У главного героя Ивана нет фамилии, поскольку он представляет в себе весь русский народ. Хотя герой поклоняется православным святыням, в «Звёздной мести» воплощается не христианское, а языческо-магическое мировоззрение: например, человек, а не Бог, может направлять по своей воле ход истории, хотя и опираясь на поддержку Рода и божественную санкцию. Несмотря на модернистскую форму научной фантастики, книга представляетв чистом виде мировоззрение традиционализма, включающего в себя национализм и ксенофобию (в дальнейшем Петухов выражал свои взгляды уже в виде публицистики). В ней отражено сознание человека, пережившего крушение советской системы и пытающегося преодолеть свою фрустрацию в мечтах и фантазиях.
Виктор Шнирельман в творчестве Ю. Петухова увидел «поистине грандиозные масштабы» развития мысли о том, что конфликт между славяно-ариями и семитами-евреями коренится в глубине веков. Петухов, по его мнению, следовал за мыслью В. И. Скурлатова и развивал по-своему, добавив языческую и расовую символику, традицию христианского антисемитизма (например, образ Авварона представляет собой типичное средневековое изображение еврея в облике сатаны, а противопоставлен ему волхв). Семиты, по приводимым в книге взглядам (которые Шнирельман частично возводит к В. Емельянову), заимствовали все свои достижения у ариев и захватили их территории (Палестина="Палёный Стан"), а евреи являются результатом расового эксперимента арийских жрецов Египта.
Впрочем, Юрий Оклянский в своей рецензии «Бунт вурдалаков» резко раскритиковал эпопею Ю. Петухова как примитивную перестроечно-халтурную конъюктуру. Он указал на примитивный стиль и язык автора, многочисленные стилистические и грамматические (!) ошибки, грубые вульгаризмы и блатные словечки, на которых изъясняются не только жители земных цивилизаций 23 века, но и римские легионеры 1 века, и проч..

## Издания
- Петухов Ю. Д. Звездная месть — М., Советский писатель, 1990. — Тираж 100 тыс.
- Петухов Ю. Д. Звездная месть // журнал «Приключения, фантастика». № 2-6, 1992 — Тираж 650 тыс.